# Петер-Артур Шталь
Петер-Артур Шталь (нім. Peter-Arthur Stahl; 1 серпня 1913, Ноєндайх — 22 листопада 1943, Атлантичний океан) — німецький офіцер-підводник, оберлейтенант-цур-зее резерву крігсмаріне.

## Біографія
27 січня 1938 року вступив на флот. 27 березня 1938 року звільнений у відставку. З 6 січня по 1 травня 1941 року пройшов курс підводника, після чого був направлений на будівництво підводного човна U-575. З 19 червня 1941 року — 2-й вахтовий офіцер на U-575, на якому взяв участь у п'яти походах, під час яких були потоплені 6 кораблів загальною водотоннажністю 19 716 тонн і пошкоджений 1 корабель (12 910 тонн). 1-30 вересня 1942 року пройшов курс командира човна, після чого був переданий в розпорядження 24-ї флотилії. 12 листопада 1942 року направлений на будівництво U-648. З 12 литопада 1942 року — командир U-648, на якому здійснив 3 походи (разом 137 днів у морі). 22 листопада 1943 року U-648 і всі 50 членів екіпажу зникли безвісти в Північній Атлантиці західніше Іспанії.

## Звання
- Рекрут (27 січня 1938)
- Штурмансмат резерву (1 березня 1940)
- Обербоцман резерву (1 липня 1940)
- Лейтенант-цур-зее резерву (1 липня 1941)
- Оберлейтенант-цур-зее резерву (1 квітня 1943)

## Нагороди
- Залізний хрест
  - 2-го класу (5 травня 1940)
  - 1-го класу (9 серпня 1942)
- Нагрудний знак мінних тральщиків (1940)
- Нагрудний знак підводника (20 грудня 1941)